# Halfway, Missouri
Halfway är en ort i Polk County i delstaten Missouri, USA.